# 2016年10月永川金山沟煤矿瓦斯爆炸事故
2016年10月永川金山沟煤矿瓦斯爆炸或稱“永川金山沟煤矿10.31瓦斯爆炸事故”，是2016年10月31日11时33分发生在中国重庆市永川区金山沟煤矿的瓦斯爆炸事故。当时有35名矿工正在矿底作业，并造成了事故造成33名矿工遇难。

## 事发矿井
金山沟煤矿位于永川区来苏镇境内，距离重庆主城区有130多公里的距离。其主体由金山沟煤业有限责任公司开采，在2013年12月获得采矿许可，并且属于重庆市的扩建矿井。金山沟矿区面积为2.69平方公里，开采方式为地下开采，设计生产能力为较低的6万吨/年。此外永川区是重庆市一重要的产煤区，市属煤矿4个，乡镇煤矿57个，相关从事行业人员有两万多人。

据当地官方部门发布的信息，金山沟煤矿是一个“低瓦斯矿井”。根据中国对煤矿安全的规定，低瓦斯井指的是：
| | 同时满足下列条件的为低瓦斯矿井: 1. 矿井相对瓦斯涌出量不大于10立方米/吨; 2. 矿井绝对瓦斯涌出量不大于40立方米/分钟; 3. 矿井任一掘进工作面绝对瓦斯涌出量不大于3立方米/分钟; 4. 矿井任一采煤工作面绝对瓦斯涌出量不大于5立方米/分钟. |
| ——国家安全生产监督管理局. (PDF). 国家安全生产监督管理局: 66–67. 2016-02-25 [2016-11-04]. （原始内容存档 (PDF)于2016-11-05）. | |

## 救援
经过救援部队1天多的救援，事发时候在矿底作业的35名矿工中的33名遇难，另外2名自救撤离没有受伤。
事故发生后，国家安全监管总局党组书记、局长杨焕宁率工作组抵达于当日晚上23时抵达事发现场，实地指挥现场的救援。
10月31日现场已成立事故现场应急处置指挥部，按照不同的目标成立了抢险救援、医疗救治、后勤保障、事故调查等8个小组。已有矿山救援、消防、民兵等400多人参与救援行动。
由于有害气体的浓度仍然很高（瓦斯浓度高达3.12%、一氧化碳浓度16200ppm），指挥部决定先将井下有毒气体排除后，再展开第二步救援行动。
101月1日凌晨2点30分左右，经过救援队紧张抢修，爆炸矿井斜井主提升绞车恢复运行，可以正常运送搜救设备、人员。从1日凌晨开始，救援队先后分2批次进入矿井，开展搜救和安装局部通风设备工作。
事发的矿井呈T字型，被困人员主要在矿井南北巷道分散分布。11月1日上午10点，爆炸矿井北巷主巷道中的有毒有害气体已全部排出，救援人员进入北巷进行救援活动。

## 事故调查
国家煤矿安全监察局副局长桂来保1日在重庆永川金山沟煤矿瓦斯爆炸救援现场接受记者采访时称：
|          | 事发煤矿法定开采煤层是大石炭煤层，而发生事故点是在越界、越层开采的K13号煤层，不在该矿采矿证许可范围内。 |
| ——桂来保 | |

据资料显示，越界开采生产区域在2014年11月开始施工，非法开采区域从2015年2月到2016年4月停止生产。2016年5月，事发区域恢复生产，继续进行违法越界开采。煤矿管理人员采取制造虚假图纸、虚假资料等手段，逃避检查。
11月2日国务院安委会办公室发布通报称：“该矿越界违法生产区域以掘代采工作面微风作业导致瓦斯积聚、违章放炮而起。”同日，国家安全生产监督管理总局发布通告：事故暴露出以下问题
1. 违法组织生产
2. 采用落后淘汰的以掘代采采煤工艺违规生产
3. 逃避安全监管
4. 安全管理混乱

### 停业整顿
事故发生后，重庆市政府发布《紧急通报》，决定对该市所有年产量低于9万吨的煤矿进行全面停产整顿，不关闭的煤矿进行一次全面排查。11月1日，重庆市副市长沐华平对媒体称：“将对该市安全生产进行集中隐患大排查。”